# Restigouche-La-Vallée
Circonscription électorale provinciale du Canada
Restigouche-La-Vallée est une ancienne circonscription électorale provinciale du Nouveau-Brunswick. Elle est représentée à l'Assemblée législative du Nouveau-Brunswick de 2006 à 2014.

## Liste des députés
|  | Percy Mockler    | Progressiste-conservateur | 2006 - 2009  |
|  | Burt Paulin      | Libéral                   | 2009¹ - 2010 |
|  | Martine Coulombe | Progressiste-conservateur | 2010 - 2014  |

- ¹ Élection partielle à la suite de la nomination de Percy Mockler au Sénat du Canada.